# Ристович, Ана
Ана Ристович (серб. Ана Ристовић, род. 5 апреля 1972, Белград) — сербская поэтесса и переводчица. В 2005 году она выиграла премию Хуберта Бурды.

## Биография
Ристович училась на филологическом факультете Белградского университета. Ана работает и живёт в Белграде.
В 2005 году она выиграла резиденцию на Литературном коллоквиуме в Берлине. В 2010 и 2018 годах была гостем Международного литературного фестиваля в Берлине. В 2016 году была гостьей Международного фестиваля поэзии в Берлине. В 2018–2019 годах она работала писателем в резиденции Германской службы академических обменов в Берлине. Она была финалистом Национального кружка книжных критиков 2018 года.
Она была редактором в Balcanis. Её работы появились в журналах Asymptop, Prairie Schooner и The New Yorker.

## Произведения
- Snovidna voda (Сонная вода),  1994.
- Uže od peska, (Верёвка из песка), 1997.
- Zabava za dokone kćeri (Вечеринка для ленивых дочерей), 1999.
- Život na razglednici (Открытка с изображением жизни), 2003.
- Oko nule, (Вокруг нуля), 2006.
- P.S – Selected Poems, 2009.
  - Directions for Use: Selected Poems, Zephyr Press, переведено с сербского Steven Teref и Maja Teref, 2017. ISBN 9781938890147[12][13]